# Brian Phelps
Brian Eric Phelps (Chelmsford, 21 aprile 1944) è un tuffatore britannico. In carriera ha vinto medaglia di bronzo Giochi olimpici estivi di Roma 1960 e due d'oro ed una d'argento ai campionati europei di nuoto, tutte nel concorso dei tuffi dalla piattaforma 10 metri.

## Biografia

### La carriera agonistica

Brian Phelps (a destra) al fianco di Gary Tobian (a sinistra) e Bob Webster (al centro) sul podio ai Giochi olimpici di.

Ha ottenuto il suo primo riconoscimento internazionale ai con il secondo posto ai Giochi dell'Impero Britannico di Cardiff 1958. All'età di soli quattordici anni ha vinto la medaglia d'oro ai campionati europei di nuoto di Budapest 1958 nel concorso della piattaforma 10 metri, lasciandosi alle spalle il sovietico Mikhail Chachba, quattordici anni più vecchio di lui, e dell'ungherese Jenő Marton.
Visti i suoi ottimi risualtati sportivi, ha rappresentato la Gran Bretagna nel concorso della piattaforma 10 metri ai Giochi olimpici estivi di Roma 1960, vincendo la medaglia di bronzo all'età di sedici anni. Meglio di lui hanno fatto solo gli statunitensi Gary Tobian e Webster.
Nel 1962 si laurea di nuovo campione europeo nella piattaforma ai campionati europei di nuoto di Lipsia, superando il tedesco orientale Rolf Sperling ed il sovietico Gennadij Galkin. Gli sorridono anche i Giochi dell'Impero e del Commonwealth Britannico di Perth 1962 dove vince l'oro sia nel trampolino 3 metri, sia nella piattaforma 10 metri.
Alle Olimpiadi di Tokyo 1964 ha concluso la gara al sesto posto, non riuscendo ad eguagliare il risultato ottenuto quattro anni prima.
Ai Utrecht 1966 conclude alla spalle di Klaus Dibiasi, giovane astro nascente della nazionale di tuffi italiana, che negli anni seguenti farà la storia della piattaforma vincendo tre olimpiadi consecutive. Le medaglie d'oro arrivano invece ai Giochi del Commonwealth di Kingston 1966 dove si riconferma campione sia nel trampolino 3 metri che nella piattaforma 10 metri, eguagliando il risultato dell'edizione precedente.
Ha sposato la ginnasta Monica Rutherford.
In seguito al ritiro dall'attività agonistica è stato commentatore per l'emittente televisiva Eurosport.

### Le vicende giudiziarie
Il 9 gennaio 2008 la Magistrates' Court di Bournemouth lo ha sottoposto ad un provvedimento di custodia dopo che è stato indagato per stupro, tentato stupro ed abusi sessuali su due giovani ragazze. Il 16 gennaio è stato rinviato a giudizio avanti la Crown Court con l'accusa di aver commesso diversi abusi sessuali su ragazze tra i sei ed i quindi anni nel periodo 1976-1986. Il 6 febbraio 2008, è stato ulteriormente accusato di abusi sessuali su di una ragazza di 14 anni, reati che avrebbero avuto luogo tra il 1975 e il 1980.
Durante il processo Phelps ha ammesso parte delle accuse che gli sono state rivolte e, secondo quanto riferito da BBC News, è stato condannato a 9 anni di reclusione.

## Palmarès
- Giochi olimpici

Roma 1960: bronzo nella piattaforma 10 m
- Campionati europei di nuoto

Budapest 1958: oro nella piattaforma 10 m
Lipsia 1962: oro nella piattaforma 10 m
Utrecht 1966: argento nella piattaforma 10 m
- Giochi dell'Impero e del Commonwealth Britannico

Cardiff 1958: argento nella piattaforma 10 m
Perth 1962: oro nel trampolino 3 m; oro nella piattaforma 10 m
Kingston 1966: oro nel trampolino 3 m; oro nella piattaforma 10 m